# Orbiniidae
Orbiniidae (лат.) — семейство кольчатых червей из инфракласса Scolecida класса многощетинковых.

## Описание
Морские придонные многощетинковые черви с удлиненной формой тела. Вид Berkeleyia hadala встречается на глубинах от 3086 до 6143 м. Как правило, тело разделено на широкую дорзо-вентрально сплющенную грудную область и заднюю брюшную более узкую и округленную в поперечном сечении и состоящую из сегментов, несущих дорзальные параподии.

## Систематика
- Berkeleyia Hartman, 1971
  - B. heroae, B. profunda, B. heroae, B. abyssala, B. weddellia, B. hadala
- Califia Hartman, 1957
- Falklandiella Hartman, 1967
- Leitoscoloplos Day, 1977
- Leodamas Kinberg, 1866
- Methanoaricia Blake, 2000
- Microrbinia Hartman, 1965
- Naineris Blainville, 1828
- Orbinia Quatrefages, 1865
- Orbiniella Day, 1954
- Paraorbiniella Rullier, 1974
- Pettibonella Solis-Weiss & Fauchald, 1989
- Phylo Kinberg, 1866
- Proscoloplos Day, 1954
- Protoaricia Czerniavsky, 1881
- Protoariciella Hartmann-Schroder, 1962
- Questa Hartman, 1966
- Schroederella Laubier, 1962
- Scoloplella Day, 1963
- Scoloplos Blainville, 1828
- Scoloplosia Rullier, 1972
- Uncorbinia Hartmann-Schröder, 1979